# Ерленн Б'єнтеґор
Ерленн-Еверенн Б'єнтеґор (30 липня 1990 , Конгсберг ) — норвезький біатлоніст, переможець і призер чемпіонатів світу серед юніорів.

## Кар'єра
На змаганнях міжнародного рівня дебютував 2008 року на юніорському чемпіонаті світу у Рупольдингу, виступивши у віковій категорії до 19 років. Там Ерленн здобув срібло в складі естафетної збірної, а в особистих гонках найкращий результат — десяте місце.
Через рік у канадському Кенморі Б'єнтеґор здобув срібну медаль у спринті, а в гонці переслідування виграв золоту медаль. Четверту медаль на юніорських першостях норвежець здобув 2011 року в Нове-Место, ставши бронзовим призером в естафеті.
На дорослих змаганнях вперше виступив у листопаді 2010 року в рамках першого етапу Кубка IBU в Бейтостолені, де у двох спринтах посів, відповідно, 29-те та 46-те місця. Частіше на Кубку IBU Б'єнтеґор став виступати в сезоні 2011-2012 і навіть зміг здобути першу професійну перемогу в Альтенберзі, вигравши спринт.
У кубку світу дебютував 25 листопада 2012 року в змішаній естафеті на першому етапі й одразу ж посів зі своєю командою друге місце.
Свою першу особисту нагороду на кубку світу здобув на шостому етапі сезону 2017-2018, посівши третє місце у масстарті.

## Результати за кар'єру
Усі результати наведено за даними Міжнародного союзу біатлоністів.

### Олімпійські ігри
| Змагання       | Інд. гонка | Спринт | Гонка пер. | Мас-старт | Естафета | Змішана ес. |
| 2018 Пхьончхан | —          | 5      | 9          | 7         | —        | —           |

### Чемпіонати світу
| Змагання                  | Інд. гонка | Спринт | Гонка пер. | Мас-старт | Естафета | Змішана ес. | Од. змішана ес. |
| 2016 Осло                 | —          | 69     | —          | —         | —        | —           | не пр.          |
| 2019 Естерсунд            | 64         | 7      | 15         | 22        | —        | —           | —               |
| 2020 Антгольц-Антерсельва |            | 35     | 15         |           |          | —           |                 |

### Кубки світу
| Сезон     | Заг. залік | Інд. гонка | Спринт | Гонка пер. | Мас-старт |
| 2012-2013 | 51         | 11         | 55     | 69         |           |
| 2013-2014 | 63         |            | 72     | 52         |           |
| 2014-2015 | 45         | 67         | 41     | 50         | 35        |
| 2015-2016 | 44         | 30         | 47     | 43         | 46        |
| 2016-2017 | 40         |            | 35     | 41         | 39        |
| 2017-2018 | 26         | 36         | 40     | 24         | 9         |
| 2018-2019 | 16         | 37         | 14     | 16         | 17        |
| 2019-2020 | 12         | 29         | 14     | 10         | 12        |
| 2020-2021 | 31         | 11         | 30     | 47         | 24        |